# Universell indikator
En universell indikator är en pH-indikator som ändrar färg över ett mycket brett spann av pH-värden i en lösning. Generellt indikerar rödare nyanser surare lösningar och blåare nyanser mer basiska lösningar. Två universella indikatorer är bland annat pH-papper och pH-meter. pH-papper innehåller flera indikatorer och har därför flera färgomslag. Men det kan vara svårt att se färgomslagen tydligt, därför visar de bara ett ungefärligt pH-värde, pH-meter använder man om man vill se pH-värdet mer exakt. pH-metern visar provets pH-värde, antingen på en display med siffror eller analogt. 

## pH- papper
pH-papper är ett filterpapper med en blandning av olika indikatorer, som är svaga syror (eller baser) där syrans färg är skild från saltets. Vissa indikatorer, som metylgult, skiftar färg endast när pHn når en specifik gräns. Andra är en jämviktsreaktion, vilket innebär att det i lösningen alltid finns lite av både syran och saltet. Därför kommer lösningens färg att gradvist förändras.  Ett exempel på en sådan indikator är bromokresolgrön (C21H14Br4O5S).  
Reaktion när bromokresolgrön protolyseras. HIn är gul och In- är blå.
{\displaystyle {\ce {HIn <=> H3O^+ + In^-}}}
Förhållandet mellan färgerna kan beskrivas med reaktionens jämviktskonstant och koncentrationen oxonium (pH), då denna är lika stor som koncentrationen In- . Bromokresolgrön har en pKa på 4,8. Då färgen är linjärt beroende på ämnenas koncentration är förhållandet mellan det färgerna beroende på pH enligt. 
log[c(In-)/c(HIn)] = log[c(blå)/c(gul)] = pH - pKa.  
Om pHn i en lösning är 5 så kommer log[c(blå)/c(gul)] = 0.2 vilket innebär att c(blå)/c(gul) = 1,584. Detta betyder att färgen kommer att bestå av 61% blå och 39% gult.  
pH-papper får sina egenskaper ur en blandning av indikatorer. Denna blandning är oftast en variant av en lösning patenterad av Yamada 1933. Denna blandning består av etanol lösning av metylrött, tymolblått, bromtymolblått och fenolftalein. I blandningen är dessa indikatorer oftast i ett natriumsalt.        
| pH             | Färg       |
| -------------- | ---------- |
| Väldigt sur    | Röd        |
| Sur            | Orange/gul |
| Neutral        | Grön       |
| Basisk         | Blå        |
| Väldigt Basisk | Lila       |

Universell indikatorblandningen har flera hälsorisker. Den är brandfarlig och kan irritera luftvägarna om man inhalerar den eller dess ånga. Långvarig kontakt med blandningen kan resultera i skada till njurarna eller skinnet. Den universella indikatorn kan under vissa omständigheter bilda explosiva peroxider.

## pH - meter

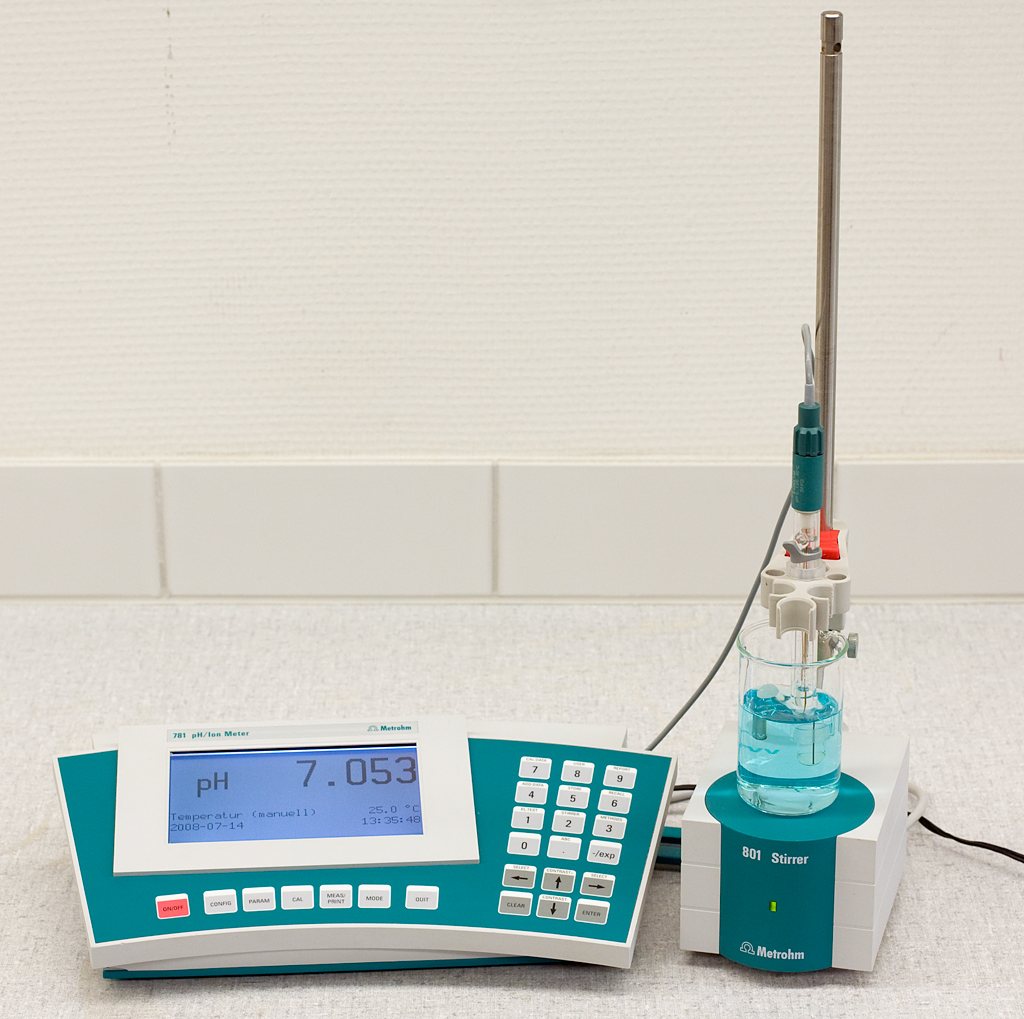
En digital pH-meter

En pH-meter är ett verktyg som snabbt och noggrant mäter pH i en lösning. Den består av en glaselektrod kopplad via en voltmeter till en referenselektrod. Voltmetern mäter potentialskillnaden mellan elektroderna. Större potentialskillnad innebär att det finns fler oxoniumjoner i lösningen, och att pH därför är lägre. 
Tre egenskaper är viktiga för att en elektrod ska fungera som en referenselektrod: den bör ha en konstant potential, den bör inte reagera med provet och den borde ha en liten vätskekopplingspotential med provet. En vanlig referenselektrod är kalomelelektroden, den består av flytande kvicksilver i kontakt med kvicksilverklorid, kalomel. Denna elektrod lägger man i koncentrerad kaliumklorid som agerar som en saltbrygga och håller potentialen konstant. Om kaliumkloriden har en koncentration på 3,5 M eller är mättad så ändras potentialen väldigt lite av ändringar i provlösningen.
Glaselektroden är en jon-selektiv elektrod. Detta innebär att den inte reagerar på alla joner, utan endast några få. Att den ska vara jon-selektiv är viktig för att den inte ska reagera på både oxoniumjoner och hydroxidjoner. Den består av ett tunt, olösligt, ledande glasmembran. Elektroden är gjord silver-silverklorid som ligger i en buffert med silverjoner. En buffert är en lösning som man tillsätta en syra eller en bas utan att pHn förändras markant.  När glaselektroden kommer i kontakt med provlösningen blir membranet hydratiserad, yttersidan kommer då att utbyta katjoner med lösningen vilket bygger upp en spänning. Membranets potential beror framförallt på koncentrationsskillnaden mellan provet och bufferten. 
När det går en ström genom en galvanisk cell förändras koncentrationen i lösningen, för att man ska kunna mätta den ursprungliga koncentrationen i lösningen får det inte gå någon ström genom cellen. Tidigare användes en spänningskälla som skapade en lika stor spänning som cellen men nu är det vanligare att man använder en voltmeter med väldigt hög resistans så att strömmen blir försumbar.